# Zaliszcze
Zaliszcze [pronunciación en polaco: /zaˈliʂt͡ʂɛ/] es un pueblo ubicado en el distrito administrativo de Gmina Podedwórze, dentro del Condado de Parczew, Voivodato de Lublin, en Polonia oriental. Se encuentra aproximadamente a 6 kilómetros al suroeste de Podedwórze, a 20 kilómetros al este de Parczew, y a 61 kilómetros al noreste de la capital regional Lublin.